# محوطه استون‌هنج
محوطه استون‌هنج قطعه زمینی است در دشت سالزبری در ویلتشر در جنوب انگلستان که حدود ۸۵۰ هکتار مساحت دارد. این زمین در مالکیت نشنال تراست است. یادمان نوسنگی استون‌هنج (که تحت مدیریت میراث انگلستان قرار دارد) در این زمین است.
قطعهٔ زمین حریم استون‌هنج در جریان اصلاحات پروتستانی به تصرف مالکی خصوصی درآمد و تا سدهٔ بیستم میلادی ملک شخصی ماند.
در قرن نوزدهم گردشگری در استون‌هنج رو به فزونی نهاد. بسیاری از بازدیدکنندگان تکه‌سنگی را به عنوان یادبود با خود می‌بردند یا روی خرسنگ‌ها یادگاری می‌نوشتند.
در سال ۱۸۴۷ هم خط راه‌آهن به دشت سالزبری رسید و در سال ۱۸۵۷ با اتصال آن به خط سراسری، سفر یک روزه از لندن به استون‌هنج ممکن شد.
همچنین در ۱۸۸۶ شرکت راه‌آهن لندن و جنوب غربی طرح خط راه‌آهنی را پیشنهاد کرد که مستقیماً از وسط کورسوس‌های استون‌هنج می‌گذشت. این طرح اجرایی نشد ولی ده سال بعد هم خط ریلی دیگری در نزدیکی استون‌هنج در دست طراحی بود.
در ۱۸۷۲ نیز لاباک تلگرافی دریافت کرد مبنی بر اینکه بخشی از محوطهٔ استون‌هنج به منظور خانه‌سازی فروخته شده‌است. لاباک، که نمایندهٔ لیبرال میدستون در پارلمان بود، به‌شدت نگران تأثیر مخرب گردشگران و صنایع بر استون‌هنج بود. وی در سال ۱۸۷۳ لایحه‌ای را با نام «محافظت از یادمان‌های ملی» در پارلمان مطرح کرد. این طرح رای نیاورد. لاباک در شش سال آتی هر سال این لایحه را در پارلمان مطرح کرد و هر بار شکست خود. در یکی از این مجالس، لاباک متن کامل هفت مشعل معماری (اثر دوستش جان راسکین) را برای نمایندگان خواند. با این حال محافظه‌کاران به رهبری بنجامین دیزرائیلی پیشنهادهای لاباک را تهدیدی برای حقوق مالک می‌دانستند. در نهایت در ۱۸۸۲ و با پیروزی لیبرال‌ها به رهبری ویلیام اوارت گلدستون در انتخابات، لایحه محافظت از یادمان‌های باستانی تصویب شد. نشنال تراست نیز در سال ۱۸۹۵ دایر شد و نبردی حقوقی بین دولت و سِر ادموند بر سر محافظت از استون‌هنج درگرفت.
با مرگ سر ادموند در آوریل ۱۸۹۹ محوطهٔ استون‌هنج به پسرش (که او هم سر ادموند نام داشت) رسید. سر ادموندِ پسر برای فروش استون‌هنج ۱۲۵٬۰۰۰ پوند طلب کرد که رئیس خزانهٔ بریتانیا آن را «مطلقاً غیرممکن» خواند. شایعاتی مبنی بر فروش استون‌هنج به یک «میلیونر آمریکایی» نیز بر سر زبان‌ها بود.
سر ادموندِ پسر خود تنها یک پسر داشت که وی در ۱۹۱۵ در دومین نبرد ایپر کشته شد. خود سر ادموندِ پسر هم هفت ماه بعد درگذشت و املاک بلاوارثش تجزیه و به مزایده گذاشته شد. استون‌هنج و محوطهٔ بلافاصله‌اش را مردی اهل سالزبری به نام سسیل چاب به قیمت ۶٬۶۰۰ پوند خرید.
در نهایت در اکتبر ۱۹۱۸ چاب بر آن شد که استون‌هنج را «به ملتش هدیه کند.» در جشنی که به این مناسبت برگزار شده بود، چاب اسناد استون‌هنج را به کمیسیون کار و بناهای عمومی سپرد.
امروزه استون‌هنج و محوطهٔ اطرافش یکی از آثار ثبت‌شده در میراث جهانی یونسکو است، استون‌هنج در مالکیت تاج‌وتخت بریتانیا است و مدیریت آن را مؤسسهٔ میراث انگلستان بر عهده دارد. مالکیت محوطه‌های اطراف استون‌هنج نیز بر عهدهٔ مؤسسهٔ نشنال تراست است.